# Dahe-Gletscher
Der Dahe-Gletscher ist ein Gletscher im ostantarktischen Viktorialand. Er fließt in der Saint Johns Range in nordöstlicher Richtung zwischen den Gebirgskämmen Stone Ridge und Wise Ridge. Er endet als Hängegletscher an einer 200 m hohen Klippe oberhalb des Kopfendes des Debenham-Gletschers.
Das Advisory Committee on Antarctic Names benannte ihn 2005 nach Qin Dahe (* 1947), Leiter des chinesischen Wetteramts zwischen 2003 und 2007 sowie der Große-Mauer-Station in den 1980er Jahren, der an einer Untersuchung zur Gletscherströmung zwischen der Zhongshan-Station und dem Dome A zwischen 1996 und 2002 beteiligt war.